# Eternamente tuya
Eternamente tuya es una telenovela mexicana, historia original de la escritora Bethel Flores realizada por TV Azteca, bajo la producción de Óscar Guarín.
Protagonizada por Andrés Palacios, Fernanda Romero, Khotan Fernández y Marimar Vega, con las participaciones antagónicas de Veronica Merchant, Mario Zaragoza y Juan Pablo Medina y con las actuaciones estelares de Sergio Kleiner, Rodolfo Arias, Irene Arcila, Marco Antonio Treviño, Ana Belena y Fernando Alonso.

## Elenco
- Fernanda Romero - Antonia López Aguilera
- Khotan Fernández - David Abascal
- Andrés Palacios - Juan Pablo Tovar
- Marimar Vega - Sara Castelán
- Veronica Merchant - Águeda Briseño de Castelán
- Irene Arcila - Guadalupe Aguilera
- Marco Antonio Treviño - Jesús López Tovar
- Rodolfo Arias - Humberto Castelán
- Sergio Klainer - Chon
- Mario Zaragoza - Ramón Briseño
- Juan Pablo Medina - Iván
- Ana Belena - Tania Salvatierra
- Fernando Becerril - Gonzalo Castelán
- Fernando Alonso - Roberto Castelán
- Carmen Madrid - Ernestina
- Emilio Guerrero - Crispín Tovar
- Andrea Escalona - Florencia López Aguilera
- Luis Alberto López - Tiburcio López Aguilera
- Juan David Penágos - José "Pepito" López Aguilera
- Joanydka Mariel - Nestora
- Flavio Peniche - Irineo
- Alfredo Herrera - Cristóbal
- Fidel Garriga - Mateo
- Rafael Rojas - Hernan
- Seraly Morales - Beatriz